# Arris
Arris (em árabe: أريس) é uma cidade localizada na província de Batna, Argélia. Sua população era de 30 207 habitantes, em 2008.